# Frieda Krüger
Frieda Krüger (* 31. August 1900 in Berlin; † 15. Dezember 1991 ebenda) war eine deutsche Frauen- und Gewerkschaftsfunktionärin.

## Leben
Frieda Krüger, Tochter des Schneiders Heinrich Krüger und seiner Ehefrau Martha, lernte Stenotypistin in Berlin. 1919 trat sie der KPD bei und arbeitete bis 1923 als Stenotypistin in der Kommunistischen Internationalen in Moskau und im Zentralkomitee der KPD in Berlin. Anschließend war sie bis 1928 Korrespondentin in der sowjetischen Handelsvertretung in Berlin und in verschiedenen KPD-nahen Firmen. 1928 wurde sie KPD-Frauenleiterin für Berlin-Brandenburg, Mitglied der KPD-Bezirksleitung und des KPD-Zentralkomitees. 
1931 schloss sie ein einjähriges Studium an der Leninschule in Moskau ab und übernahm in der Roten Gewerkschaftsorganisation (RGO) die Reichsfrauenleitung in Berlin. 1932, wiederum in Moskau, arbeitete sie im Frauensekretariat der Roten Gewerkschafts-Internationalen (RGI), ab 1934 leistete sie illegale Arbeit für die KPD in Prag und emigrierte 1937 in die Schweiz. 1945 nach Berlin zurückgekehrt, wurde sie 1946 Mitglied der SED und arbeitete als Stenotypistin beim FDGB.
Später leitete sie die Berliner Frauenabteilung des Freien Deutschen Gewerkschaftsbundes (FDGB), war danach in der Organisationsabteilung des FDGB-Bundesvorstandes tätig und leitete 1949 die Gewerkschaft Handel. Bis 1965 war sie Mitarbeiterin im FDGB-Bundesvorstand, u. a. Referentin beim Vorsitzenden Herbert Warnke.

## Ehrungen
1980 wurde Krüger mit dem Karl-Marx-Orden ausgezeichnet.
2024 beantragte Die Linke die Aufstellung einer Gedenktafel in Berlin Tempelhof-Schöneberg. Der zuständige Ausschuss der Bezirksverordnetenversammlung lehnte den Antrag ab.